# Байбородов, Юрий Тарасович
Юрий Тарасович Байбородов (1926 — ?) — советский радиоинженер, лауреат Государственной премии СССР (1970).
Родился 14.03.1926 в Омске. Член КПСС с 1950 г.
В 1945—1950 гг. служил в армии, участник войны.
Окончил Московский энергетический институт (1955).
С 1956 г. работал в Институте атомной энергии им. И. В. Курчатова: с 1965 г. старший инженер.
Участник группы учёных (М. С. Иоффе, Ю. Т. Байбородов. Р. И. Соболев, В. М. Петров), которая на плазменной установке ПР-5 получила устойчивую плазму, температура которой приблизилась к 40 000 000 градусов.
За это достижение стал лауреатом Государственной премии СССР 1970 г. — за исследование неустойчивости высокотемпературной плазмы в магнитном поле и создание метода её стабилизации «магнитной ямой».
Награждён орденом Отечественной войны II степени (06.04.1985).
Публикации:
- Байбородов Ю. Т., Иоффе М. С., Петров В. М., Соболев Р. И. Адиабатическая ловушка с комбинированным магнитным полем // Атомная энергия. Том 14, вып. 5. — 1963. — С. 443—445.